# 利尼耶尔布通
利尼耶尔布通（法語：Linières-Bouton，法語發音：[linjɛʁ butɔ̃] ⓘ）是法国曼恩-卢瓦尔省的一个旧市镇，属于索米尔区。2016年12月15日，利尼耶尔布通和相邻的另外13个市镇合并为新市镇努瓦扬维拉日（Noyant-Villages）。

## 地理
利尼耶尔布通（47°27'39"N, 0°4'37"E）面积9.89 平方千米，位于法国卢瓦尔河地区大区曼恩-卢瓦尔省，该省份为法国西部内陆省份，大致对应安茹地区，北起顺时针与马耶讷省、萨尔特省、安德尔-卢瓦尔省、维埃纳省、德塞夫勒省、旺代省、大西洋卢瓦尔省和伊勒-维莱讷省接壤。
与利尼耶尔布通接壤的市镇（或旧市镇、城区）包括：欧韦尔斯、梅翁、穆利埃讷、努瓦扬、帕尔赛莱潘、韦尔南特、韦尔努瓦勒富里耶。
利尼耶尔布通的时区为UTC+01:00、UTC+02:00（夏令时）。

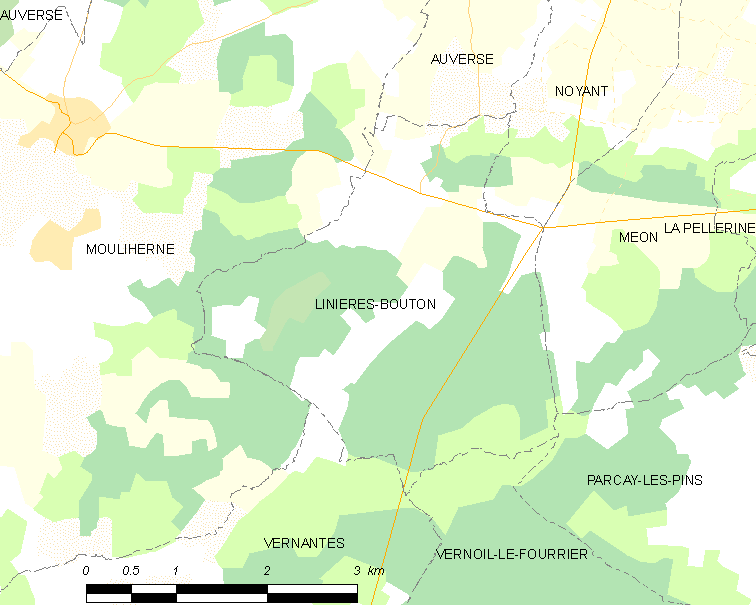
利尼耶尔布通的OSM定位图

## 行政
利尼耶尔布通的邮政编码为49490，INSEE市镇编码为49175。

## 政治
利尼耶尔布通所属的省级选区为安茹地区博福尔县。

## 人口

1962-2008年间利尼耶尔布通人口变化图示

利尼耶尔布通于2018年1月1日时的人口数量为100人。